# North Pearsall
North Pearsall est une census-designated place située dans le comté de Frio, dans l’État du Texas, aux États-Unis. Sa population s’élevait à 614 habitants lors du recensement de 2010.